# WTA Lee-on-Solent
Il WTA Lee-on-Solent è stato un torneo femminile di tennis che si disputava a Lee-on-Solent in Gran Bretagna.

## Albo d'oro

### Singolare
| Anno | Campionessa      | Finalista   | Punteggio |
| ---- | ---------------- | ----------- | --------- |
| 1973 | Evonne Goolagong | Pat Walkden | 6-3, 6-2  |

### Doppio
| Anno | Campionesse                  | Finalista                        | Punteggio |
| ---- | ---------------------------- | -------------------------------- | --------- |
| 1973 | Evonne Goolagong Janet Young | Jackie Fayter-Hough Peggy Michel | 6-1, 6-2  |